# Nymphon apicatum
Nymphon apicatum is een zeespin uit de familie Nymphonidae. De soort behoort tot het geslacht Nymphon. Nymphon apicatum werd in 1991 voor het eerst wetenschappelijk beschreven door Stock. 